# Caféiculture en Haïti
L'importance de la production de café pour l'économie d'Haïti est historique. À partir du dernier tiers du XVIIIe siècle, les français ont implanté les premiers caféiers sur l'île, alors une colonie française connue sous le nom de Saint-Domingue. Le café est rapidement devenu la principale culture d'Haïti après le sucre. Ensuite, le café est tombé derrière à la fois la culture de la mangue et celle de cacao en termes de valeur des exportations. Les petits agriculteurs, connus comme ti kiltivatè en créole haïtien, représentent pratiquement toute la production de café cultivé en Haïti, principalement dans les régions montagneuses du pays. Plusieurs sociétés américaines concourent à l'importation de café d'Haïti, parmi lesquelles Domestique Café, Bonlife Café, Café Créole, La Colombe, et le Chant du Coq.

## Histoire
En 1788, Haïti contrôle la moitié de la production mondiale de café, mais la Révolution haïtienne bouleverse la filière, la plupart des grands propriétaires fuyant à Cuba, Porto Rico et en Jamaïque. Les machines ont commencé à rouiller, pendant la succession de conflits militaires, pendant et après l'indépendance, et les compétences nécessaires à la récolte du café  ont été perdues pendant des générations, tandis que le Brésil a pris le contrôle du marché mondial du café, malgré de brefs retours comme en 1850, où le café était un des produits d'exportation d'Haïti, quand 80 % de la main-d'œuvre était impliqué dans l'agriculture.qui a ensuite souffert d'un défaut de compétitivité à l'échelle internationale.
Dès 1801, le café supplante le sucre dans les exportations d'Haïti, et brutalement, en représentant un tonnage trois plus élevé.
Moins exigeante en capitaux en main d'œuvre que celle du sucre, la caféiculture se poursuit en Haïti après le départ des français et la succession de conflits militaires qui a suivi, mais les machines ont commencé à rouiller et les compétences nécessaires à la récolte du café  ont été perdues. Le café haïtien a changé de mode de culture, passant de l'intensif à l'extensif, privé de l'encadrement par l'irrigation des plantation et des investissements nécessairess, tout en restant soumis aux variations de cours sur le marché mondial, encore plus fortes que pour les autres cultures produits à Haïti. 

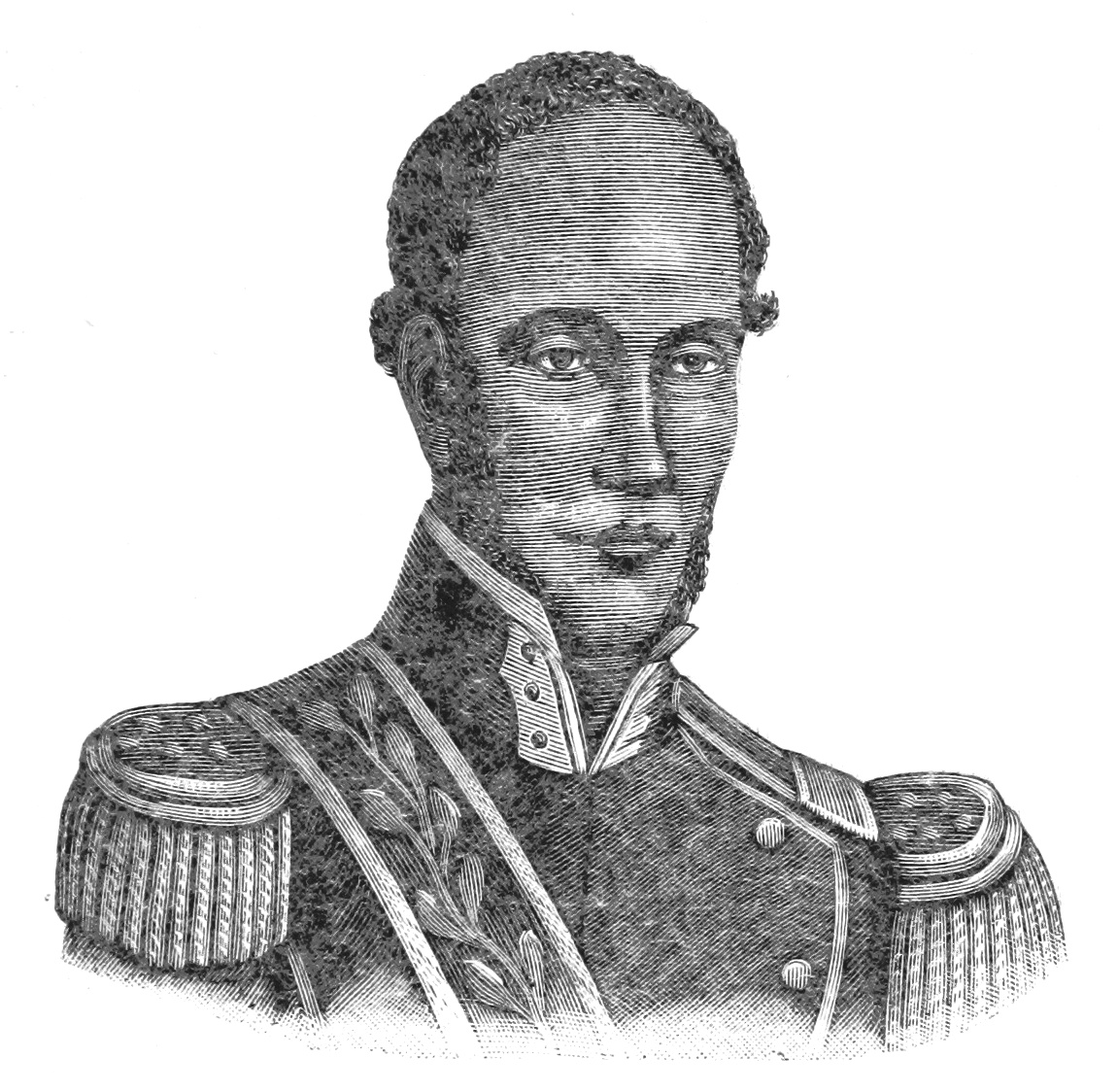
Charles Rivière Hérard, chef de l'insurrection de 1843 en Haïti.

En 1822, l’Angleterre importe 35,1 millions de livres de café d'Haïti, deux fois plus qu'en provenance de Cuba. Avec 0,65 million de livres, le sucre disparaît quasiment d'Haïti. La France ne représente plus alors qu’un quart des exportations haïtiennes et les États-Unis un tiers. Le cours de la livre de café haïtien à Philadelphie perd 75 % de sa valeur en vingt ans, passant de 26 cents en 1822 à 6 cents en 1843. En franc, le prix de vente est presque divisé par quatre en vingt ans, pour tomber à seulement 75 francs le quintal en 1843, l'année de la Révolution de 1843, le grand soulèvement contre le président Jean-Pierre Boyer. Celui-ci avait rétabli le travail obligatoire. En 1825, Charles X reconnaît la République d'Haïti sous condition d'une indemnisation des colons de Saint-Domingue pour 150 millions de francs-or. Boyer négocia la somme à 90 millions, mais dut instaurer de lourds impôts et restaurer la corvée dans l'économie agricole. Il facilita même la migration de 6000 Noirs américains libres, sur des plantations caféières. Ces mesures suscitèrent une hostilité populaire et un mouvement insurrectionnel mené par Charles Rivière Hérard à partir du Manifeste de Praslin du 1er septembre 1842.  Ce dernier est lui aussi renversé par des révolutionnaires le 3 mai 1844 et doit à son tour s'exiler en Jamaïque. 
Prix en francs du quintal de café à Haïti:
| Années | 1821 | 1822 | 1824 | 183 | 1843 | 1858 | 1861 - | 291,2 | 263,7 | 160,6 | 83,7 | 75,4 | 116 à 135 | 160 à 162 |

Dans l'espoir que l'indemnisation des colons soit versée, la France encourage la production haïtienne: 82 navires français assurent son importation dès 1821 contre 39 en 1817. En 1824, la moitié des 10 millions de tonnes de café importées par la France viennent d'Haïti, 45 % que les 3,86 millions de tonnes 1821. Ce n'est pourtant qu'un tiers de la production haïtienne.
Les prix ont ensuite rebondi et les exportations haïtiennes sont passées de 15 000 tonnes à 30 000 tonnes entre 1824 et 1880, dont les deux tiers vendus en France. À part quelques rares exceptions comme à Thiotte, le café est cultivé sous ombrage en Haiti. Morne Puilboreau, situé à 798 mètres d'altitude a un versant nord aux sols profonds et riches, dérivant de roches basiques encourageant la caféiculture. En 1974, le café fournit environ la moitié des recettes d'exportation du pays. Ensuite, les recettes de la caféiculture ne cessent de chuter à cause du déboisement, obligeant à des opérations de opérations de correction des ravines et de conservation de sols. Haïti a du mal, dès le début des années 1980, à remplir son quota de 22 000 tonnes de café prévu par l'Accord international sur le café.
Cependant, en 1949, le pays restait le troisième producteur important, tout en subissant les hauts et les bas des cycles économiques qui ont conduit des Haïtiens brûler des arbres pour faire du charbon de bois, en espérant que cela permettrait de faire face à la crise économique. Au XXe siècle, la production de café a été touchée par les catastrophes naturelles, ainsi que les embargos décidés par les États-Unis contre les gouvernements de François et de Jean-Claude Duvalier. Sous Duvalier, la dictature fait en sorte que les producteurs de café d'Haïti ont trop peur de descendre de la montagne pour vendre leurs récoltes. 
Dans les années 1980, le pourcentage de la population qui participe à l'agriculture a chuté de 66%,. Avec la mise en œuvre de commerce équitable politiques, cependant, le profil du café de Haïti s'est amélioré.
Au XXIe siècle, l'agriculture a été pénalisée à cause des conditions climatiques difficiles. Haïti a souffert de l'érosion des sols et la déforestation, qui affectent la croissance des cultures de café. En plus des cycles continus d'inondations et de sécheresses, Haïti a été victime de nombreuses catastrophes naturelles. En 2010, Haïti a été frappé par un séisme de magnitude 7,0 qui a laissé le pays dans la désolation et joué un grand rôle dans la destruction de la production de café.